# Николай Семьонов
 Николай Николаевич Семьонов (на руски: Николай Николаевич Семёнов) е руски физик и химик. Получава Нобелова награда за химия през 1956 г. за работата си по механизма на химичната трансформация.

## Живот и кариера
Семьонов е роден на в Саратов, син на Елена Дмитриева и Николай Семьонов. Той завършва департамента по физика в Петроградския университет (1913 – 1917), където е студент на Абрам Йофе. През 1918 г. се мести в Самара, където се записва в Бялото движение на Александър Колчак по време на Гражданската война.
През 1920 г. се връща в Петроград и поема управление над лаборатория за електронни феномени във физико-техническия институт „Йофе“. Става заместник-директор на института. През 1921 г. се жени за филоложката Мария Ливеровская. Тя умира от рак две години по-късно. През 1923 г. Николай се жени за племенницата на Мария, Наталия Бурцева. Двамата имат син (Юри) и дъщеря (Людмила).
През тези тежки времена Семьонов, заедно с Пьотър Капица, открива начин за измерване на магнитното поле на атомното ядро през 1922 г. По-нататък експериментът е подобрен от Ото Щерн и Валтер Герлах и става известен под името експеримент на Щерн-Герлах.
През 1925 г. Семьонов, заедно с Яков Френкел, изучава кинетика на кондензацията и адсорбцията на парите. През 1927 г. учи йонизация на газовете и публикува важна книга, Химия на електрона. През 1928 г. заедно с Владимир Фок създава теория за електрическия пробив на диелектриците.
Изнася лекции в Петроградския политехнически институт и е назначен за професор през 1928 г. През 1931 г. той организира Института за химична физика към Академията на науките на СССР и става първият ѝ директор. През 1932 г. става пълноправен член на Съветската академия на науките.
С началото на Втората световна война за СССР през 1941 г. Семьонов е евакуиран в Казан, където се занимава с проблемите на горенето и взривовете. През 1943 г. се връща в Москва, където преподава в Държавния университет. През 1946 г. той и Капица са едни от основателите на Московския физико-технически институт, където създава и ръководи факултета по молекулярна и химична физика.
През 1940-те и 1950-те години участва в създаването на първата съветска атомна бомба. През 1947 г. се присъединява към КПСС и е кандидат-член за ЦК на КПСС от 1961 до 1966 г., като три пъти е избиран за депутат на Върховния съвет на СССР.

## Значима работа
Изключителната работа на Семьонов върху механизма на химичната трансформация включва изчерпателен анализ на приложението на верижната теория към разнообрази реакции (1934 – 1954) и процеси на горене. Той предлага теория на дегенеративно разклоняване, която води до по-добро разбиране на феномените, свързани с индукционните периоди на оксидационните процеси.
Семьонов пише две важни книги, очертаващи работата му. Химична кинетика и верижни реакции е публикувана през 1934 г., а през 1935 г. вече е издадена на английски. Това е първата книга в СССР, развиваща подробна теория относно разклоняващите се и неразклоняващите се верижни реакции в химията. Някои проблеми на химичната кинетика и реактивност е публикувана през 1954 г. и има второ издание през 1958 г. За работата си в областта, Семьонов е награден с Нобелова награда за химия през 1956 г. (заедно със сър Сирил Хиншълуд).

## Награди
- Орден Ленин (1945, 1953, 1956, 1966, 1971, 1976, 1981)
- Сталинска награда (1941, 1949)
- Почетен член на Британското химично общество (1943)
- Орден на Червеното знаме на труда (1946)
- Почетен член на Индийската академия на науките (1954)
- Нобелова награда за химия (1956)
- Чуждестранен член на Британско кралско научно дружество (1958)
- Член на Германската академия на науките Леополдина (1959)
- Почетен член на Унгарската академия на науките (1961)
- Почетен член на Нюйоркската академия на науките (1962)
- Чуждестранен член на Националната академия на науките на САЩ (1963)
- Почетен член на Румънската академия (1965)
- Герой на социалистическия труд (1966, 1976)
- Златен медал Ломоносов (1969)
- Ленинска премия (1976)
- Орден на Октомврийската революция (1986)